# 叶卡捷琳娜·佩什科娃

叶卡捷琳娜·佩什科娃

叶卡捷琳娜·佩什科娃（俄语： 1887年7月26日—1965年3月26日）苏联人权活动家和人道主义者，苏联作家马克西姆·高尔基的第一任也是唯一一位正式妻子，1896年结婚，两人育有一子。1917年十月革命后参加了营救政治犯的活动，后参与红十字会营救波兰战俘。斯大林统治时期，佩什科娃也曾营救过许多苏联知识分子，为被捕人士传递书信和食物。